# 亨施泰湖
51°24′50″N 7°27′43″E / 51.41389°N 7.46194°E

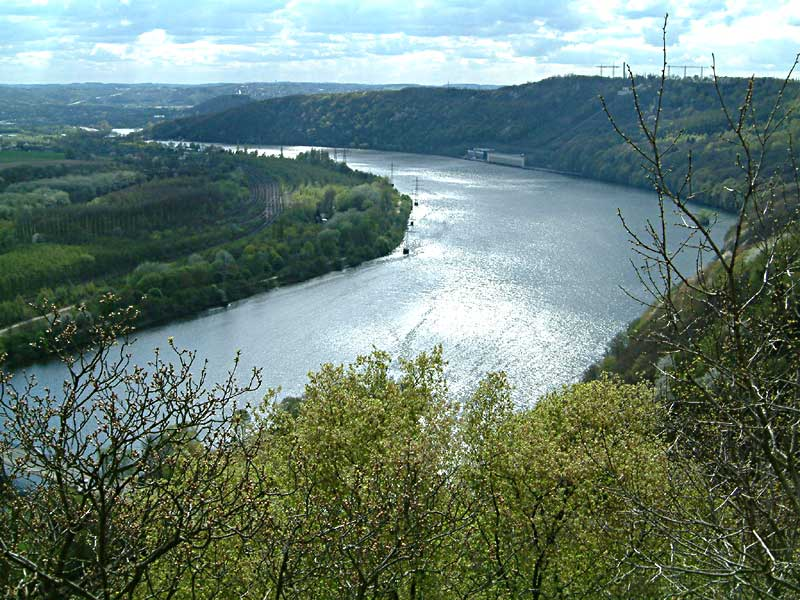

亨施泰湖（德語：Hengsteysee），是德國的水庫，位於該國西部，由北萊茵-威斯特法倫州負責管轄，距離首都柏林400公里，面積1.4平方公里，海拔高度98米，水體容量330萬立方米。